# Le Grain miraculeux
 (décembre 2020).
Pour les articles homonymes, voir Grain.
Le Grain miraculeux (en russe : Зерно с куриное яйцо, Le Grain de la taille d'un œuf de poule) est un conte de l'écrivain russe Léon Tolstoï.

## Historique
Ce conte a été composé et publié en 1886 pour la première fois dans le recueil Trois Contes de Léon Tolstoï (Три сказки Льва Толстого) aux éditions Posrednik à Moscou.
Par ce conte, qui est une attaque de la notion de propriété, Tolstoï veut s'adresser à tous. Disciple de Jean-Jacques Rousseau et Henry George, il plaide en faveur du droit naturel de tout homme à la terre, et du droit de chacun au profit de son travail.

## Résumé
Des enfants trouvent dans un ravin un grain de blé aussi gros qu'un œuf de poule ; un homme le leur achète pour une bouchée de pain et le vend au tsar comme une rareté. Le souverain veut savoir d'où peut provenir un grain de cette taille, et pourquoi on n’en voit plus de pareil ; ses savants l'ignorent et lui recommandent d'interroger les paysans. Le tsar fait venir un très vieux paysan édenté, presque aveugle, qui arrive au palais appuyé sur deux béquilles ; il dit qu'il n'a jamais rien vu de tel et conseille au tsar de demander à son père. Ce dernier arrive sur une seule béquille, voit et entend mieux que son fils, mais ne peut identifier le grain et suggère de poser la question à son père. Celui-ci, en bonne santé, avec de bonnes jambes et des yeux brillants, regarde le grain et dit au tsar que, de son temps, un tel grain poussait partout et que tous les paysans ne se nourrissaient que de ce genre de grain.